# Port fluvial de commerce de la Drôme
Le port fluvial de commerce de la Drôme (appelé le plus souvent port de Valence) est un port situé sur la rive gauche du Rhône, sur la commune de Portes-lès-Valence, juste au sud de Valence.

## Histoire
Le port fluvial de commerce de la Drôme est créé en 1978, à l'initiave de la Chambre de commerce et d'industrie de la Drôme, qui le gère depuis cette date. Le choix de l'emplacement est lié a son potentiel multimodal, avec la présence proche, en plus du Rhône, de l'autoroute A7, permettant de relier la Méditerranée (Marseille, Montpellier via l'autoroute A9, Nice via l'autoroute A8), et la région lyonnaise, ainsi que des infrastructures ferroviaires (ligne Paris-Lyon-Marseille).
Courant juillet 2013, la Compagnie nationale du Rhône (CNR) a lancé une campagne de travaux sur le port, d'une valeur de 14 000 000 euros, pour le développer, afin d'en faire un lieu d'échange de niveau européen.

## Zone portuaire
La zone portuaire s'étend sur 41 hectares, dont le port lui-même, une zone industrielle, 9 hectares de zone d'entrepôts, notamment douaniers, un terminal céréalier, et un pôle « Bois ». 
Elle est centrée autour des 340 mètres de quai d'appontement, couverts. Plusieurs équipements sont à dispositions :
- pont bascule de 50 t ;
- pont roulant 8 t avec bennes automatiques de 6 000 à 4 000 L pour pondéreux ;
- chargeuse avec godet 1 500 L ;
- chargeuse avec godet 4 500 L, équipée d'un peson intégré ;
- chariot élévateur 6 t avec pince à bobine, à balle, potence ;
- deux chariots de 3,5 t ;
- chargeuse compacte avec godet de 200 L pour ramassage des fonds de bateaux ;
- grue mobile 40 t à 17 m : pince à grumes, palonnier, élingues, bennes 10 m3 et 14 m3, spreaders 20' et 40' ;
- tapis spéciaux pour manutention ;
- Rail Route pour tracter des wagons sur l’ensemble du réseau ferroviaire portuaire.